# Tom Mercier
Tom Mercier, né le 30 novembre 1993 en Israël, est un acteur israélien, principalement connu pour son rôle dans le film Synonymes.

## Biographie
Tom Mercier étudie le théâtre au Yoram Levinstein Acting Studio de Tel Aviv. Il fait ses débuts au cinéma en 2019 avec le rôle principal dans Synonymes, le film du réalisateur israélien Nadav Lapid, qui l'a découvert comme étudiant de théâtre.
Sa performance d'acteur sur ce film lui vaut notamment une nomination pour le prix du meilleur acteur aux Ophirs du cinéma et pour le prix de la révélation masculine aux Lumières de la presse internationale de 2020.

## Filmographie

### Cinéma

#### Longs métrages
- 2019 : Synonymes de Nadav Lapid : Yoav
- 2022 : Ma nuit d'Antoinette Boulat : Alex
- 2023 : La Bête dans la jungle de Patric Chiha : John[5],[6]
- 2023 : Le Règne animal de Thomas Cailley : Fix
- 2025 : Darkest Myriam  de Naomi Jaye: Janko

#### Court métrage
- 2021 : The Star de Nadav Lapid

### Télévision

#### Séries télévisées
- 2020 : We Are Who We Are de Luca Guadagnino : Jonathan Kritchevsky
- 2021 : La Corde d'Eric Forestier et Dominique Rocher : Joseph

## Récompenses
Nominations
- 2019 : Prix de l'Académie du Cinéma Israélien du meilleur acteur pour Synonymes
- 2020 : Lumière de la révélation masculine pour Synonymes